# FN:s kommitté för mänskliga rättigheter
FN:s kommitté för mänskliga rättigheter, även kallad FN:s människorättskommitté och MR-kommittén, är ett FN-organ bestående av 18 experter som sammanträder tre gånger per år för fyra veckors sessioner (vårsessionen i FN-högkvarteret i New York, sommaren och höstens sessions i FN:s kontor i Genève) för att med femårsintervall granska rapporter från 162 medlemsstater i FN och deras respekt för konventionen om medborgerliga och politiska rättigheter, ICCPR, samt granska individuella klagomål från de 112 stater som ratificerat det fakultativa protokollet..

## Kommitténs inställning till mänskliga rättigheter
Enligt Krister Thelin, som är ledamot av FN:s kommitté för mänskliga rättigheter, har cirka 20 procent av alla stater som tillträtt organisationens statuter, ännu inte förmåtts att lämna in den obligatoriska första rapporten, vilket ska ske redan efter ett år efter tillträdet till konventionen. En del länder är i dröjsmål med över 20 år. Någon sanktion finns inte.

### Kritik mot kommitténs problematiska syn på mänskliga rättigheter
MR-kommittén har en egen öppen databas, som exempelvis slår fast att USA och Syrien har likvärdiga förhållanden vad avser mänskliga rättigheter, liksom Jemen och Storbritannien.[källa behövs]
I likhet med FN:s råd för mänskliga rättigheter pekas Israel särskilt ut, medan andra människorättsöverträdelser bagatelliseras, eller som den svenske medlemmen i MR-kommittén uttrycker det: "MR-kommitténs mindre politiserade arbete bekräftar alltså dessvärre bilden av ett FN där viljan att ta syndarna i örat saknas och där förståelsen för brott mot mänskliga rättigheter är oändlig."[källa behövs] Exempelvis sitter Jean Ziegler i MR-rådets advisory board.[källa behövs] Ziegler var medgrundare till den libyske diktatorn Muammar al-Gaddafis International Prize for Human Rights. Ziegler är även en stark supporter till Fidel Castro. I samma advisory board sitter även Halima Warzazi, känd för att ha stoppat MR-motionen[källa behövs] som kritiserade Saddam Husseins gasattack i Halabja den 16 mars 1988 där omkring 5 000 civila dödades varav tre fjärdedelar av dem var kvinnor och barn.
Den 8 mars 2012 beslöt MR-rådet med röstsiffrorna 35–8 att behålla Syrien som medlem av kommittén, trots att tusentals människor dödats av regimen under slutet av 2011 och början av 2012. 